# Museo storico della Liberazione
Das Museo storico della Liberazione (deutsch Historisches Museum der Befreiung) in Rom sammelt Originaldokumente, Erinnerungsstücke, Zeitungen und Plakate, Flyer, Schriften und ikonographische Materialien im Zusammenhang mit der deutschen Besetzung Roms im Zweiten Weltkrieg.
Das Museum befindet sich in dem Gebäude in der Via Tasso 145, das während der deutschen Besetzung Roms vom 11. September 1943 bis 4. Juni 1944 als Ort der Inhaftierung und Folter durch die SS für über 2000 Antifaschisten berüchtigt wurde.
Dem Museum ist eine Bibliothek angeschlossen, in der Texte, Zeitungssammlungen, Broschüren und Materialien gesammelt werden, die sich vor allem auf den Krieg, den Befreiungskampf und die politischen Bewegungen beziehen.

## Geschichte des Gebäudes

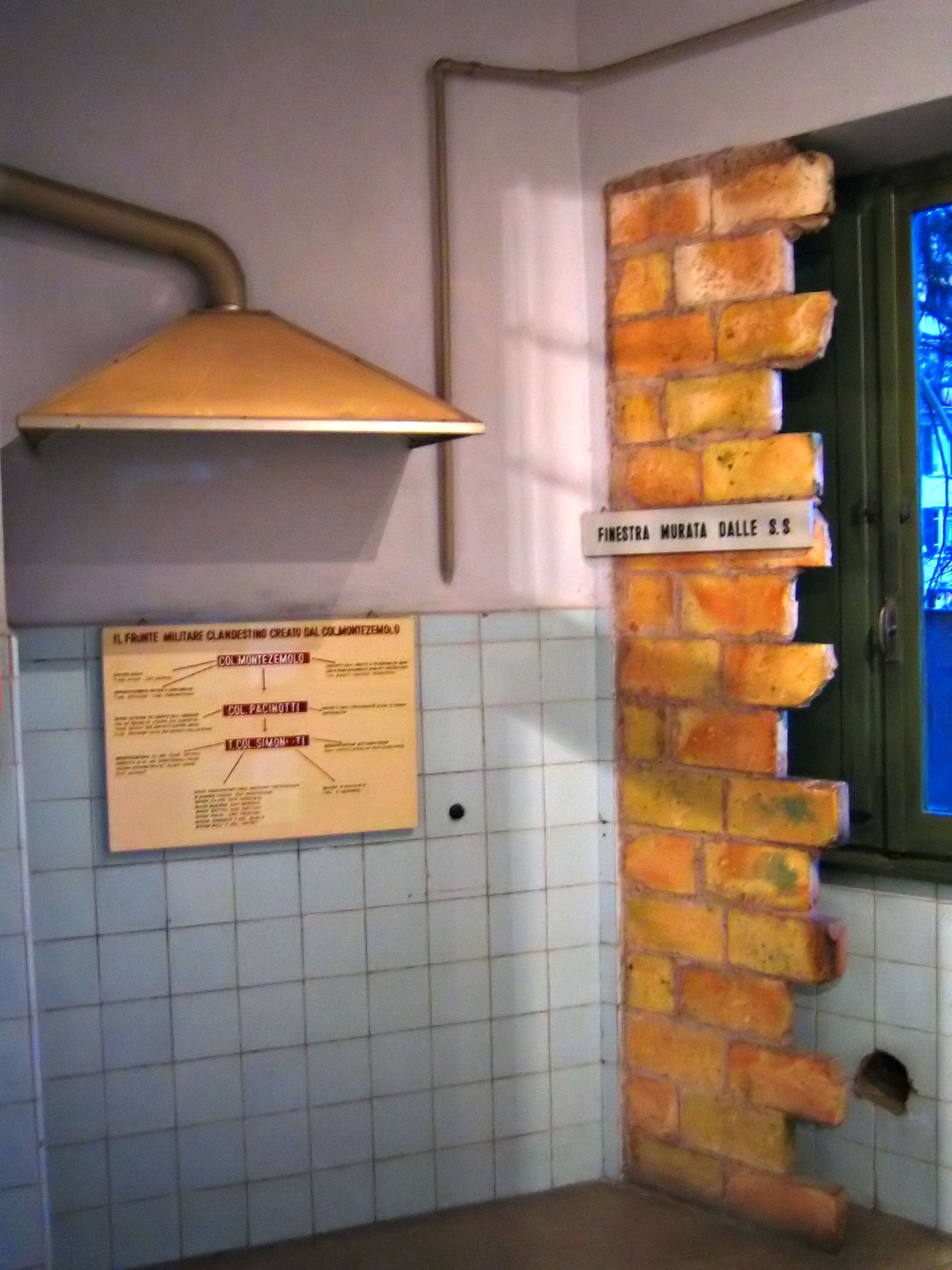
Zur Zelle umfunktionierte Küche

Das Gebäude, in dem sich derzeit das Museum befindet, wurde Ende der 1930er Jahre auf Initiative von Prinz Francesco Ruspoli erbaut. Gerade fertiggestellt, wurde das vierstöckige Dachgeschossgebäude mit zwei Eingängen in der Via Tasso 145 und 155 und einem internen Garten an die deutsche Botschaft in Rom vermietet – damals in der Villa Wolkonsky – in der Via Conte Rosso, nur dreihundert Meter entfernt.
Die deutsche Botschaft machte es zum Sitz ihres Kulturbüros sowie von Militär- und Polizeiattachés. Letzteres übernahm der Hauptsturmführer der SS Herbert Kappler als diplomatischer Attaché. Kappler hatte als Beamter der Sicherheitspolizei seit 1939 freien Zugang zum italienischen Innenministerium. Unmittelbar nach der deutschen Besetzung Roms (11. September 1943) war das Gebäude ausschließlich Hauptquartier der Sicherheitspolizei (SiPo) und des SD.
Während der linke Flügel unter der Nummer 155 als Kaserne und Büro für die SS genutzt wurde, wurde im rechten Flügel unter der Nummer 145 das berüchtigte Hausgefängnis eingerichtet. Im Gefängnisflügel wurden die Räume der Wohnungen im zweiten bis fünften Stock in Zellen umgewandelt, während das Erdgeschoss und der Keller als Lager genutzt wurden. In den Wohnungen im ersten Stock befanden sich u. a. der Quartiermeister und das Archiv. In diesen Räumen wurden die persönlichen Gegenstände der Gefangenen und ihre persönlichen Akten aufbewahrt.
Während der Befreiung Roms am 4. Juni 1944 wurde das Gebäude, in dem sich heute das Museum befindet, hastig von den Nationalsozialisten geräumt, die zwei Lastwagen vorbereiteten, um die Gefangenen nach Verona zu bringen. Wegen eines Motorschadens an einem Lastwagen blieb ein Teil der Gefangenen zurück und wurde kurze Zeit später von der Bevölkerung befreit. Die 14 Insassen des zweiten Lastwagens, darunter Bruno Buozzi, wurden in die Fraktion La Storta entlang der Via Cassia gefahren und dort erschossen.
Nach der Befreiung wurde das Gebäude von der Bevölkerung schwer geplündert. Die Wohnungen wurden von Displaced Persons bezogen.
1950 schenkte Josepha Ruspoli vier Wohnungen dem italienischen Staat unter der Bedingung, dass dieser darin ein Museum der Befreiung einrichten würde. 1954 begann man, die entsprechenden Räume mit Erinnerungsstücken auszustatten, die die Opfer der Via Tasso oder ihre Familienangehörigen zur Verfügung stellten. Die übrigen Räume sind bis heute von Privatpersonen bewohnt.
1999 deponierten Antisemiten eine Bombe vor dem Museum.